# 사이조촌 (야마나시현)
사이조촌(西条村)은 야마나시현 나카코마군에 있던 촌이다. 현재의 쇼와정 동부에 해당한다.

## 역사
- 1889년 7월 1일 - 정촌제 시행에 의해 2개 촌의 구역을 가지고 성립하였다.
- 1942년 1월 1일 - 조에이촌과 합병해 쇼와촌이 성립하여, 동일 사이조촌은 폐지되었다.

## 교통

### 도로
현재는 구촌에 주오자동차도 쇼와 버스정류장, 고후 쇼와 나들목이 소재하지만, 당시엔 미개통

## 참고문헌
- 角川日本地名大辞典 19 山梨県